# À tour de brasses
Pour plus de détails, voir Fiche technique et Distribution.
À tour de brasses (You Said a Mouthful) est un film américain en noir et blanc réalisé par Lloyd Bacon, sorti en 1932.

## Synopsis
Joe Holt travaille pour une compagnie de caoutchouc. Il invente un maillot de bain insubmersible. Son patron ne s'intéressant pas à son invention, il tente sa chance en Californie. Là, Alice Brandon, une mondaine, le prend pour un célèbre champion canadien de natation portant le même prénom que lui ; elle l'inscrit à une compétition de nageurs de longue distance.

## Fiche technique
- Titre : À tour de brasses
- Titre original : You Said a Mouthful
- Réalisation : Lloyd Bacon
- Scénario : Bolton Mallory et Robert Lord, d'après le roman de William B. Dover
- Direction artistique : Jack Okey
- Costumes : Orry-Kelly
- Photographie : Richard Towers
- Son : Don Mair
- Montage : Owen Marks
- Producteur : Raymond Griffith
- Société de production : First National Pictures
- Société de distribution : Warner Bros.
- Budget :  233 000 $
- Pays de production : États-Unis
- Langue originale : anglais
- Format : noir et blanc — 35 mm — 1.37:1 — son : mono
- Genre : Comédie
- Durée : 70 min
- Dates de sortie :
  - États-Unis : 18 novembre 1932
  - France : 27 octobre 1933

## Distribution
- Joe E. Brown : Joe Holt
- Ginger Rogers : Alice Brandon
- Preston Foster : Ed Dover
- Allen 'Farina' Hoskins : Sam Wellington
- Harry Gribbon : Harry Daniels
- Edwin Maxwell : Dr Vorse
- Sheila Terry : Cora Norton
- Walter Walker : Tom Brandon
- Oscar Apfel : Armstrong (non crédité)
- Spencer Bell : Porter (non crédité)
- Don Brodie : l'assistant du juge (non crédité)
- William Burress : Roger Colby (non crédité)
- A.S. 'Pop' Byron : Elliott (non crédité)
- Eddy Chandler : Harbor Steward (non crédité)
- James Eagles : le messager (non crédité)
- Bess Flowers : le fan sur le bateau (non crédité)
- Frank Hagney : le manager d'Holt (non crédité)
- Selmer Jackson : l'avocat Jones (non crédité)
- Wilfred Lucas : le fonctionnaire (non crédité)
- Bert Moorhouse : le responsable administratif (non crédité)
- Harry Seymour : le présentateur (non crédité)
- Guinn 'Big Boy' Williams : la champion de natation Joe Holt (non crédité)